# Koptiska kalendern
Den Koptiska kalendern eller Alexandrinska kalendern används inom Koptisk-ortodoxa kyrkan. Den är baserad på den forntida Egyptiska kalendern.